# Hajtschul
Der Hajtschul (ukrainisch Гайчул, russisch Гайчур Haitschur) ist ein 134 km langer, linker Nebenfluss der Wowtscha in der Ukraine.
Der Fluss im Einzugsgebiet des Dneprs hat ein Einzugsgebiet von 2140 km² und ein Gefälle von 1,1 m/km.
Der längste Nebenfluss des Hajtschul ist der rechts in den Hajtschul mündende, 72 km lange Jantschur (Янчул), mit einem Einzugsgebiet von 951 km². 
Die von links einmündende Kamjanka (Кам'янка) besitzt eine Länge von 21,2 km und ein Einzugsgebiet von 91,4 km².

## Verlauf
Der Hajtschul entspringt bei dem Dorf Tscherwone Osero (Червоне Озеро) im Rajon Bilmak nahe der Siedlung städtischen Typs Komysch-Sorja in der Oblast Saporischschja. Anschließend fließt er im Osten der Oblast  in nördliche Richtung unter anderem durch das Dorf Fedoriwka, die Stadt Huljajpole und die Siedlung städtischen Typs Ternuwate, bis er auf die Grenze zu Oblast Dnipropetrowsk trifft. Dort mündet er nordöstlich der Siedlung städtischen Typs Pokrowske beim Dorf Pyssanzi (Писанці) in die Wowtscha. Bei Pokrowske befindet sich das 2010 angelegte, 254,5 Hektar große Landschaftsschutzgebiet „Fluss Hajtschul“ (Ландшафтний заказник «Річка Гайчур»).